# Trochosa garamantica
Trochosa garamantica este o specie de păianjeni din genul Trochosa, familia Lycosidae. A fost descrisă pentru prima dată de Caporiacco, 1936.
Este endemică în Libya. Conform Catalogue of Life specia Trochosa garamantica nu are subspecii cunoscute.